# Sprachtod
Der Sprachtod bezeichnet den Prozess des Sterbens einer Sprache, bis diese Sprache keine Muttersprachler mehr hat. Sprachtod entsteht häufig in Situationen von Sprachkontakt, in denen zwei oder mehr Sprachen in einer Gesellschaft miteinander konkurrieren: Immer weniger Sprecher verwenden eine Sprache in immer weniger Kontexten, bis es schließlich kaum noch kompetente Sprecher der Sprache gibt und sie vollständig durch die dominante Sprache ersetzt wird. Ein extremer Fall des Sprachtods ist die Ausrottung ihrer Sprecher durch Hunger, Seuchen oder Genozid.
Wenn eine Sprache weder schriftliche Aufzeichnungen noch Tonaufzeichnungen hinterlässt, ist sie damit vollständig verschwunden und gilt als ausgestorben. Wissenschaftliche Schätzungen gehen von etwa 6.000 bis 7.000 lebenden Sprachen weltweit aus, von denen im 21. Jahrhundert zwischen 50 und 90 Prozent aussterben werden.